# Orbitar
Orbitar (42 Draconis b) – masywna planeta pozasłoneczna krążąca wokół gwiazdy Fafnir (42 Draconis). Ma masę co najmniej 3,88 mas Jowisza. Znajduje się około 317 lat świetlnych od Ziemi. Jej okres orbitalny trwa około 479 dni. Gwiazda macierzysta to pomarańczowy olbrzym.

## Nazwa
Nazwa planety została wyłoniona w publicznym konkursie w 2015 roku. Jest to neologizm, wymyślony dla uczczenia działań na orbicie okołoziemskiej i lotów kosmicznych podejmowanych przez NASA. Nazwę tę zaproponowali członkowie Brevard Astronomical Society z Florydy (Stany Zjednoczone).